# Durchbrucharbeit
Als Durchbrucharbeit (Leinendurchbruch) bezeichnet man Handarbeiten mit Stoffen, bei denen durch Ausziehen von Fäden oder Herausschneiden von Gewebeteilen Muster herausgearbeitet werden, die durch Verknotungen oder Stickereien ergänzt werden können. So entstehen unter anderem Spitzenstickereien.
Sie finden traditionell vor allem bei Weißwäsche aus Leinen oder Baumwolle Verwendung, zum Beispiel bei Tischdecken, Tischläufern, Kissenbezügen, Bettlaken, Handtüchern, Täschchen, Servietten, Gardinen, Vorhängen, Stores und Ähnlichem.
Bezeichnungen für Arten von Durchbrucharbeiten (Beispiele):
- Einfacher Durchbruch (punto tirato)
- Einfacher Hohlsaum
- Leiterstichsaum
- Zäckchenhohlsaum
- Kästchenstich
- Ein- und mehrreihiger Zierstich
- Durchbruchbordüre (mit Stopf-, Wickelstich, Spinnen, Leitenaht, kordonnierten Ringen)
- Büscheldurchbruchbordüre (mit Mittelstäbchen)
- Doppeldurchbruch (punto tagliato)
- Durchbruchmuster (mit abgebundenen Fadenbüscheln, mit versetzter oder dicht gestellter Point d’esprit-Füllung)